# Blädningsbruk
Blädningsbruk är ett skogsskötselsystem som förutsätter och vidmakthåller fullskiktad skog, det vill säga skog som har träd i alla höjdklasser från små plantor till stora träd, i alla delar av skogen och där det alltid finns fler små än stora träd.
Den fullskiktade skogen har ungefär samma utseende hela tiden och man kan inte urskilja olika utvecklingsfaser. Därför finns det bara en sorts åtgärd inom blädningsbruket, nämligen blädning.

## Förutsättningar
Rent definitionsmässigt är blädningsbruk inte begränsat till vissa trädslag eller marktyper. Den enda nödvändiga förutsättningen är att skogen är fullskiktad. Detta förutsätter dock att plantor och småträd har förmågan att etableras, överleva och växa upp under ett slutet bestånd och det är bara skuggfördragande trädslag som har den förmågan. I Sverige är blädning därför i första hand aktuellt i granskog.
Tidigare har man ofta sagt att blädningsbruk kräver fuktiga, näringsrika marker. Skälet till att man trodde detta var antagligen det faktum att man normalt har rikligare föryngring på sådana marker. Men det är inte mängden plantor som avgör om man kan bläda eller ej, utan om beståndet har tillräckligt stort virkesförråd för att kunna ta tillvara markens produktionsförmåga. En lägsta accepterad nivå finns specificerad i Skogsvårdslagens 10§, men man bör normalt sett ligga på en högre nivå. Genom att man utgår från hur beståndet ser ut idag så kan man bortse från markförutsättningarna. 
Viktigt att notera är att ett beslut om att bläda idag inte innebär något åtagande om framtida blädningar. Blädningsbruk kan närsomhelst avbrytas och ersättas med trakthyggesbruk. 

## Planering av blädningsbruk
På samma sätt som omloppstiden är en central punkt inom trakthyggesbruket så är blädningsintervallet av central betydelse för blädningsskogsbrukets planering. Blädningsintervallet avgör årsytans storlek, det vill säga hur stor andel av den blädningsbara skogen som årligen ska blädas.
Den skogsbrukare som avser att bläda mer än bara något enstaka bestånd bör därför först bestämma vilka delar av skogsinnehavet som ska skötas med blädningsbruk. Därefter fastställs blädningsintervallet och därmed också årsytans storlek, med ledning av bland annat beståndens bonitet och virkesförråd.
Långa intervall mellan blädningarna medför stora virkesuttag per hektar, men innebär också ett större risktagande vad gäller tillväxten, inväxningen och stormskador. Kraftigt sänkta virkesförråd medför att tillväxten sänks i motsvarande grad, och denna tillväxtförlust kan inte kompenseras i framtiden. Ju större volym som avverkas, desto mindre blir samtidigt medelvolymen per avverkat träd, eftersom allt fler klena träd måste avverkas. För att det ursprungliga stamantalet ska återställas måste därmed också den årliga inväxningen vara högre efter en hård huggning jämfört med en svagare. På samma sätt som för starka gallringar i äldre granskog, så medför starka blädningar en ökad risk för stormskador. 
Sammantaget gör allt detta att blädningsintervallet bör vara högst 15 år på goda marker (med ståndortsindex G28 och bättre), 20 år på medelgoda marker (G18-G26) och 30 år på svaga marker (G16 och sämre).

## Historik
Blädningsbruket i dess nuvarande form har bara existerat i drygt hundra år. Det är alltså ett relativt nytt skogsskötselsystem. Det har dock anor mycket långt tillbaka i tiden, i det medeltida Frankrike. 
Där förekom det fram till 1200-talet något som kallades "furetage", vilket var en sorts reglerad plockhuggning i lövskog. Reglerna var dock mycket liberala, vilket ledde till hårda avverkningar. I början av 1300-talet infördes därför kalhuggning. Plockhuggningen levde dock kvar i både Frankrike, Tyskland och Schweiz under de följande århundradena, framförallt i bergstrakterna. Under 1700-talet började man återigen försöka reglera plockhuggningen, bland annat i Juraprovinsen i östra Frankrike. Plockhuggningen användes fram till 1840-talet. Det förekom dock fortfarande en hel del missgrepp, främst i form av för hårda huggningar. 
De stora politiska omvälvningarna i början och mitten av 1800-talet påverkade både skogsbruket och skogsforskningen. Fram till 1840-talet hade Frankrike dominerat skogsforskningen, men det politiska läget gjorde att den utvecklingen avbröts. Initiativet gick istället till Tyskland och detta fick återverkningar även på skogsbrukets utformning. Mot slutet av 1840-talet hade plockhuggning förbjudits i hela Europa i stats- och bolagsägd skog och kalhyggesbruket hade på nytt slagit igenom. 
Plockhuggningen fortsatte dock i bondeskogarna i både Tyskland, Frankrike och Schweiz. Dessa skogar försåg bönderna med mycket av det virke som gårdarna behövde för husbyggnad, staket, bränsle, redskap, och så vidare. För bönderna var det nödvändigt att alla dessa typer av behov kunde täckas vid varje tidpunkt och den egna lilla skogen måste därför hela tiden innehålla både små och stora träd. Eftersom fastigheterna ofta var små så föll det sig naturligt att ha fullskiktade skogar.
Mot slutet av 1800-talet kom en allmän reaktion mot monokulturer och likformiga skogar på kontinenten. Man talade på nytt om fördelarna med mer oregelbunden skog, både vad gäller trädslagsblandning och olikåldrighet, och plockhuggning lyftes på nytt fram som ett föredöme. Plockhuggningen studerades, utvecklades och reglerades av flera forskare och i slutet av 1800-talet föddes det kontrollerade, systematiserade blädningsbruket. Det var det system som bäst motsvarade böndernas behov och de skuggfördragande trädslag som dominerade området (gran, silvergran och bok). Under första hälften av 1900-talet skrevs också flera läroböcker om blädningsbruk, och plockhuggning som begrepp ersattes av begreppet blädning. 
Blädningsbruk har aldrig varit särskilt vanligt i Europa. Det har i huvudsak varit begränsat till små privata eller samfällda skogar, bergsområden och alperna. Det har dessutom hela tiden varit begränsat till skogar dominerade av de skuggfördragande trädslagen gran, silvergran och bok. När man använt blädningsbruk inom stats- och bolagsskogsbruket har skälen oftast varit skydd mot erosion och snöskred, föryngringssvårigheter och problem med skogsbränder. Idag förekommer blädningsbruk i varierande omfattning över hela världen med ett stort antal trädslag. Begreppet används dock ibland även, felaktigt, för att beskriva exempelvis exploaterande avverkningsformer som dimensionshuggning. 

### Historik i Sverige
Reaktionen mot kalhyggen spred sig även till de nordiska länderna. I Sverige skrev Uno Wallmo sin klassiska bok "Rationell skogsafverkning" där han ondgjorde sig över kalhyggen. I Norrland var det ofta fråga om första gången man avverkade i bestånden och eftersom det bara fanns avsättning för sågtimmer, och främst av tall, så bedrevs avverkningarna inledningsvis i form av dimensionshuggningar och plockhuggningar, det vill säga ingen regelrätt blädning.
Under 1920- och 1930-talen blev det lågkonjunktur. Den svaga ekonomin medgav inte att man investerade i aktiva föryngringsåtgärder, utan man förlitade sig på naturlig föryngring. Samtidigt började massaindustrin utvecklas, vilket gjorde att det fanns avsättning även för klena träd. Resultatet blev att man kunde återvända till områden där man tidigare gjort dimensionshuggningar och att man nu kunde avverka även mindre träd.
Ett flertal studier gjordes där man studerade resultatet av avverkningarna. Eftersom man uppfattade blädning som en alternativ form av slutavverkning och inte som en åtgärd inom ett eget skogsskötselsystem, så studerades dock inte virkesproduktionen. Istället gjorde man som efter en slutavverkning, det vill säga man räknade plantor. I de flesta av studierna kom man fram till att det fanns för få plantor i bestånden och att de plantor som fanns växte för långsamt. För att råda bot på detta så rekommenderade man ännu kraftigare ingrepp. Det enda bestående resultatet var att skogen blev ännu glesare och att tillväxten sjönk ännu mer.  
Mot slutet av 1940-talet och början av 1950-talet kantrade skogsopinionen över igen från blädningsbruk till trakthyggesbruk. En tydlig vändpunkt kom när blädning förbjöds på statens skogar 1950. Under de följande decennierna slog pendeln över med full kraft. Avverkningarna mekaniserades allt mer, hyggena växte, och hyggesrensning, markberedning och plantering blev självklara ingredienser i vad som kom att kallas "skogsvård". Blädning blev närmast ett skällsord och ansågs som helt förkastligt och fördärvligt för den svenska skogen. Under 1970-talet hade processen gått så långt att till och med naturvården och miljörörelsen accepterade trakthyggesbruket och kalhyggen som det enda realistiska alternativet för svenskt skogsbruk. Skogsvårdslagen föreskrev att de största träden skulle lämnas vid gallring, vilket givetvis gjorde det omöjligt att bläda. 